# Юрика (Каліфорнія)
Юрика (англ. Eureka) — місто (англ. city) в США, в окрузі Гумбольдт штату Каліфорнія. Населення — 26 512 особи (2020). Розташоване в затоці Гумбольдт за 430 км на північ від Сан-Франциско і за 160 км на південь від межі штату Орегон. За 20 миль від міста розташований аеропорт Аркейта-Еуріка.

## Географія
За даними Бюро перепису населення США загальна площа міста становить 37,4 км (14,5 міль²), з яких ~ 24 км (9,4 міль²) суші і ~ 13 км (5,1 міль²) або 35,07% водної поверхні.
Юрика розташоване в регіоні виключно багатим природними ресурсами. Включає узбережжя Тихого океану, заливши Гумбольдт, кілька річок та парків. Місто розташоване за 455 км на північ від Сан-Франциско і за 507 км на північний захід від Сакраменто.

### Клімат
Юрика входить в зону теплого середземноморського клімату (Csb згідно класифікації Кеплена), для якого характерні м'яка та дощова зима, тепле й сухе літо.
| Клімат : Юрика                                      | Клімат : Юрика | Клімат : Юрика | Клімат : Юрика | Клімат : Юрика | Клімат : Юрика | Клімат : Юрика | Клімат : Юрика | Клімат : Юрика | Клімат : Юрика | Клімат : Юрика | Клімат : Юрика | Клімат : Юрика | Клімат : Юрика |
| Показник                                            | Січ.           | Лют.           | Бер.           | Квіт.          | Трав.          | Черв.          | Лип.           | Серп.          | Вер.           | Жовт.          | Лист.          | Груд.          | Рік            |
| Абсолютний максимум, °C                             | 25,6           | 29,4           | 25,6           | 26,7           | 28,9           | 29,4           | 25,0           | 27,8           | 30,6           | 30,6           | 27,2           | 25,0           | 30,6           |
| Середній максимум, °C                               | 13,1           | 13,4           | 13,7           | 14,3           | 15,6           | 16,8           | 17,4           | 17,9           | 17,6           | 16,5           | 14,4           | 12,8           | 15,3           |
| Середня температура, °C                             | 9,1            | 9,4            | 9,8            | 10,5           | 12,1           | 13,4           | 14,3           | 14,7           | 13,9           | 12,4           | 10,4           | 8,8            | 11,6           |
| Середній мінімум, °C                                | 5,1            | 5,4            | 5,9            | 6,7            | 8,6            | 10,1           | 11,1           | 11,6           | 10,2           | 8,4            | 6,4            | 4,8            | 7,8            |
| Абсолютний мінімум, °C                              | −6,7           | −4,4           | −1,7           | −0,6           | 1,7            | 4,4            | 6,1            | 6,7            | 2,2            | 0,0            | −2,8           | −6,1           | −6,7           |
| Середня кількість сонячних годин на місяць          | 140,1          | 143,7          | 207,4          | 253,1          | 280,5          | 277,7          | 273,4          | 236,5          | 220,3          | 175,8          | 131,3          | 126,2          | 2466,0         |
| Норма опадів, мм                                    | 165            | 143            | 135            | 84             | 45             | 19             | 5              | 8              | 15             | 57             | 142            | 206            | 1024           |
| Днів з опадами                                      | 16,6           | 14,9           | 16,2           | 13,4           | 9,1            | 5,8            | 2,7            | 3,2            | 4,4            | 8,5            | 15,2           | 17,5           | 127,5          |
| --------------------------------------------------- | -------------- | -------------- | -------------- | -------------- | -------------- | -------------- | -------------- | -------------- | -------------- | -------------- | -------------- | -------------- | -------------- |
| Джерело: NOAA (sun and relative humidity 1961–1990) |                |                |                |                |                |                |                |                |                |                |                |                |                |

## Демографія
Згідно з переписом 2010 року, у місті мешкала 27 191 особа в 11 150 домогосподарствах у складі 5713 родин. Густота населення становила 726 осіб/км².  Було 11891 помешкання (318/км²).
Расовий склад населення:
| - 79,3 % — білих - 4,2 % — азіатів - 3,7 % — корінних американців - 1,9 % — чорних або афроамериканців - 0,6 % — вихідців з тихоокеанських островів - 4,3 % — осіб інших рас |

До двох чи більше рас належало 5,9 %. Частка іспаномовних становила 11,6 % від усіх жителів.
За віковим діапазоном населення розподілялося таким чином: 20,0 % — особи молодші 18 років, 68,2 % — особи у віці 18—64 років, 11,8 % — особи у віці 65 років та старші. Медіана віку мешканця становила 36,2 року. На 100 осіб жіночої статі у місті припадало 106,0 чоловіків;  на 100 жінок у віці від 18 років та старших — 105,7 чоловіків також старших 18 років.
Середній дохід на одне домашнє господарство  становив 50 026 доларів США (медіана — 37 094), а середній дохід на одну сім'ю — 62 592 долари (медіана — 48 961). Медіана доходів становила 32 389 доларів для чоловіків та 31 556 доларів для жінок. За межею бідності перебувало 24,5 % осіб, у тому числі 32,9 % дітей у віці до 18 років та 8,9 % осіб у віці 65 років та старших.
Цивільне працевлаштоване населення становило 12 107 осіб. Основні галузі зайнятості: освіта, охорона здоров'я та соціальна допомога — 26,6 %, мистецтво, розваги та відпочинок — 15,1 %, роздрібна торгівля — 13,8 %.
7,9% населення народилися в Юриці, 78,9% живуть в своїх будинках більше одного року. 11,8% населення віком старше п'яти років говорить на двох і більше мовах. 88,4% населення старше 25-і років має середню освіту, 22,7% володіють ступенем бакалавра, магістра та вище.